# NGC 2485
NGC 2485 is een spiraalvormig sterrenstelsel in het sterrenbeeld Kleine Hond. Het hemelobject werd op 25 maart 1864 ontdekt door de Duitse astronoom Albert Marth.

## Synoniemen
- UGC 4112
- MCG 1-21-1
- ZWG 31.3
- IRAS 07541+0736
- PGC 22266